# هيئة المشاريع والمناقصات
هيئة المشاريع والمناقصات والمحتوى المحلي – سلطنة عُمان
هيئة المشاريع والمناقصات والمحتوى المحلي هي جهة حكومية عُمانية مستقلة، تتولى الإشراف على إدارة وتنظيم المناقصات والمشتريات الحكومية، ومتابعة تنفيذ المشاريع، ووضع وتطبيق السياسات الوطنية لتعزيز المحتوى المحلي. أنشئت  بمبمسى "مجلس المناقصات" بموجب المرسوم السلطاني رقم 19/1973.
النشأة التاريخية
البدايات: تأسيس مجلس المناقصات
تعود النشأة الأولى للهيئة إلى عام 1973م، عندما صدر القرار السلطاني رقم 19/1973 بتاريخ 30 أبريل 1973م، بإنشاء مجلس المناقصات كجهاز مركزي يُشرف على إدارة المناقصات الحكومية. وقد جاء هذا القرار في إطار سعي الدولة في بدايات النهضة المباركة إلى إرساء قواعد الشفافية والعدالة في الإنفاق العام، وضمان ترسية المناقصات الحكومية وفق أسس مهنية ومنصفة.
في عام 1975م، تم تعزيز الإطار القانوني للمشتريات الحكومية بإصدار المرسوم السلطاني رقم 52/1975 الذي وضع أول قانون للمناقصات في سلطنة عُمان، مشكّلًا مرجعية تنظيمية لجميع المناقصات والمشتريات الحكومية.
تطور الإطار التشريعي
شهدت الأعوام اللاحقة تطويرات تشريعية عدة في منظومة المشتريات الحكومية:
•	1984م: صدر المرسوم السلطاني رقم 86/1984، والذي أعاد تنظيم قانون المناقصات بما يتواءم مع متطلبات التخطيط الاقتصادي الوطني، وجاء أكثر مرونة وحداثة مقارنة بالتشريعات السابقة.
•	2008م: صدر المرسوم السلطاني رقم 36/2008 بقانون جديد للمناقصات، استوعب التطورات الإدارية والاقتصادية، وركّز على مفاهيم الشفافية، والحوكمة، وإشراك القطاع الخاص.
إنشاء الأمانة العامة لمجلس المناقصات
تم إنشاء الأمانة العامة بناء على المرسوم السلطاني رقم ٨٤ / ٢٠٢٠، وذلك في ضوء التوسع في مشاريع الدولة وتزايد الحاجة إلى جهاز تنفيذي متخصص، وذراع إداري وفني دائم للمجلس. تولّت الأمانة العامة:
•	مراجعة المواصفات الفنية للمناقصات.
•	إعداد مستندات المناقصات.
•	الإعلان عنها وتلقي العطاءات وفتحها.
•	فرز وتحليل العروض الفنية والمالية.
•	تقديم التوصيات للمجلس بشأن الإسناد.
•	تصنيف الموردين والمقاولين والمكاتب الاستشارية.
•	تقديم المشورة الفنية للجهات الحكومية.
•	دعم المؤسسات الصغيرة والمتوسطة، وسياسات التعمين.
كما طورت الأمانة العديد من الأنظمة الإلكترونية، منها:
•	نظام تسجيل الشركات إلكترونيًا (2011م).
•	منصة المناقصات والمشتريات الحكومية الإلكترونية، التي عززت من كفاءة وسرعة الإجراءات، ورفعت من معدلات الشفافية.
التنظيم الإداري والعملياتي
•	الأمانة العامة عملت على بناء كوادر مؤهلة من المختصين في مجال المناقصات والتوريد، وتم توفير برامج تدريب متخصصة لتعزيز مهاراتهم في تحليل العطاءات، وإدارة المشاريع، والمراجعة الفنية.
•	اعتُمد نظام تصنيف للمقاولين والموردين مبني على معايير صارمة تشمل الخبرة، الجودة، والالتزام الزمني، وتم تطوير قاعدة بيانات إلكترونية تساعد في اختيار الموردين المناسبين.
•	عملت الأمانة على تطوير سياسة لإدارة المخاطر المرتبطة بالمناقصات، مثل تقييم قدرة الموردين على تنفيذ العقود، والتأكد من التزامهم بالشروط.
دور الأمانة في دعم الاقتصاد الوطني
•	كانت الأمانة من أوائل الجهات التي عملت على تشجيع المحتوى المحلي، من خلال إعطاء أولوية وفرص أكبر للمقاولين والشركات الوطنية، مع وضع معايير واضحة لذلك.
•	دعمت الأمانة المشاريع الصغيرة والمتوسطة عبر تسهيل مشاركتها في المناقصات، وتقديم ورش تدريبية متخصصة لأصحاب هذه المشاريع لتعزيز جاهزيتهم الفنية والإدارية.
•	ساهمت الأمانة في تعزيز التنافسية العادلة بين الشركات، وضمان عدم احتكار المناقصات من قبل جهات معينة.
التحديات والإصلاحات
•	واجهت الأمانة تحديات في توحيد معايير المناقصات عبر مختلف الوزارات والهيئات، بسبب تنوع الاحتياجات والمشاريع.
•	عملت على مراجعة دورية لقوانين المناقصات لتواكب المتغيرات الاقتصادية والتكنولوجية، وتضمنت هذه المراجعات إضافة آليات لتسريع إجراءات المناقصات مع الحفاظ على النزاهة.
•	أجرت الأمانةالعامة حملات توعوية وتدريبية منتظمة للجهات الحكومية لضمان تطبيق أفضل الممارسات.

التحول إلى هيئة مستقلة (2025)
في خطوة تنظيمية واستراتيجية بارزة، صدر المرسوم السلطاني رقم 57/2025، والذي قضى بتحويل الأمانة العامة لمجلس المناقصات إلى هيئة مستقلة باسم:
“هيئة المشاريع والمناقصات والمحتوى المحلي”.
دوافع التحول
•	الاستجابة لمستهدفات رؤية عُمان 2040.
•	رفع كفاءة الإنفاق الحكومي.
•	تعزيز منظومة الحوكمة في المشاريع والمشتريات.
•	تعظيم القيمة المحلية المضافة من خلال سياسة المحتوى المحلي.
•	تطوير الأداء المؤسسي عبر الدمج بين المشتريات، المشاريع، والمحتوى المحلي في جهة واحدة.

نقل اختصاص مراجعة العقود
صدر المرسوم السلطاني رقم 73/2023، ونصّ على نقل اختصاص مراجعة العقود الحكومية من وزارة العدل والشؤون القانونية إلى الهيئة، بهدف:
•	توحيد الرأي الفني والقانوني في العقود.
•	تقليص المدد الزمنية للمراجعة.
•	ضمان التكامل بين السياسات المالية، والقانونية، والفنية.
•	تسريع دورة تنفيذ المشاريع الحكومية.

الهيكل التنظيمي للهيئة
تضم الهيئة عددًا من المديريات والمكاتب المتخصصة، أبرزها:
1.	مكتب متابعة المشاريع
يُعنى بمتابعة تنفيذ المشاريع وضمان جودتها وسرعة تنفيذها، والحد من الأوامر التغييرية.
2.	المديرية العامة للمشتريات الحكومية
تعمل على تنظيم عمليات الشراء الموحد وفق اقتصاديات الكم وتحقيق القيمة مقابل المال.
3.	المديرية العامة للمناقصات
تُدير عمليات الإعلان، التقييم، والإسناد للمناقصات الحكومية.
4.	المكتب الوطني للمحتوى المحلي
يُعنى بتطبيق السياسة الوطنية للمحتوى المحلي، وتطوير مؤشرات قياس الأداء وتوطين الصناعات.
السياسة الوطنية للمحتوى المحلي (2024م)
بتوجيه سامٍ من حضرة صاحب الجلالة السلطان هيثم بن طارق – حفظه الله –، أقرّ مجلس الوزراء في 9 يناير 2024م، السياسة الوطنية للمحتوى المحلي، لتكون مرجعًا موحدًا في:
•	قياس نسب المحتوى المحلي في العقود والمشتريات.
•	دعم المؤسسات الصغيرة والمتوسطة.
•	توحيد الإجراءات والأنظمة المتعلقة بالمحتوى المحلي.
•	إيجاد منظومة رقابة وتحليل مبنية على البيانات.
اختصاصات الهيئة
تختص الهيئة بمجموعة واسعة من المهام، أبرزها:
١ – اقتراح السياسات المتعلقة برفع كفاءة الإنفاق الحكومي وتعزيز المحتوى المحلي المرتبطين بالمشاريع والمشتريات الحكومية، والسياسات الوطنية والاستراتيجيات المتعلقة بتنمية المحتوى المحلي في التعاقدات التي تجريها وحدات الجهاز الإداري للدولة وغيرها من الأشخاص الاعتبارية العامة والشركات المملوكة للحكومة بالكامل، أو تلك التي تساهم فيها بنسبة تزيد على (٤٠٪) أربعين في المائة من رأس مالها، وعرضها على مجلس الوزراء للاعتماد.
٢ – وضع الإجراءات والبرامج التي تهدف إلى رفع كفاءة الإنفاق الحكومي وتعزيز المحتوى المحلي المرتبطين بالمشاريع والمشتريات الحكومية.
٣ – وضع الخطط والبرامج والمبادرات ذات الصلة بتعزيز المحتوى المحلي في سلطنة عمان، وتحديد مستهدفات المحتوى المحلي في جميع القطاعات على المستوى الوطني، ووضع آليات ومعايير ومؤشرات لقياس كفاءة المحتوى المحلي في التعاقدات التي تجريها وحدات الجهاز الإداري للدولة وغيرها من الأشخاص الاعتبارية العامة والشركات المملوكة للحكومة بالكامل، أو تلك التي تساهم فيها بنسبة تزيد على (٤٠٪) أربعين في المائة من رأس مالها في جميع القطاعات، ومتابعة الأداء والرقابة على الالتزام بالسياسات الوطنية والاستراتيجيات المتعلقة بالمحتوى المحلي ومستهدفاته.
٤ – مراجعة مشروعات العقود النموذجية الموحدة التي تعدها وحدات الجهاز الإداري للدولة، وغيرها من الأشخاص الاعتبارية العامة في الأحوال المنصوص عليها قانونا.
٥ – مراجعة مشروعات العقود التي تجاوز قيمتها (٣٠٠٠٠٠٠) ثلاثة ملايين ريال عماني، والأوامر التغييرية المرتبطة بها، أيا كانت قيمتها قبل توقيعها، والبدء في تنفيذها من أي وحدة من وحدات الجهاز الإداري للدولة، وغيرها من الأشخاص الاعتبارية العامة، وتشمل المراجعة في غير العقود النموذجية الموحدة الإجراءات السابقة على عملية التعاقد.
٦ – إعداد أطر ومنهجيات لتعزيز كفاءة تخطيط وتنفيذ المشاريع الحكومية، بهدف ضمان جودتها، وسرعة تنفيذها، وتقليل الأوامر التغييرية، والتقيد بالموازنات المعتمدة، ومتابعة الالتزام بها، واتخاذ ما يلزم في شأنها.
٧ – تنظيم وتقديم خدمات الشراء الموحد وفق اقتصاديات الكم، وأفضل الممارسات والمعايير، بهدف رفع كفاءة الإنفاق وتعزيز المحتوى المحلي، ومتابعة الالتزام بها، واتخاذ ما يلزم في شأنها.
٨ – مراجعة متطلبات المحتوى المحلي في العقود والمشتريات والمناقصات التي يسري عليها قانون المناقصات، ومتابعتها بالتنسيق مع الجهات المعنية، واتخاذ ما يلزم في شأنها.
٩ – دعم المؤسسات الصغيرة والمتوسطة للمساهمة في توطين الصناعات من خلال المشتريات والمشاريع الحكومية بالمشاركة مع الجهات المختصة.
١٠ – تنظيم العمليات والإجراءات الفنية والمالية المتعلقة بإدارة المناقصات، لتحقيق الشفافية وتكافؤ الفرص والمساواة، وحرية التنافس.
١١ – التنسيق بين رئيس مجلس المناقصات وأعضائه لعقد الاجتماعات وإعداد الموضوعات التي تعرض على المجلس، وتضمينها في جدول الأعمال، ومتابعة الاجتماعات، ووضع القرارات موضع التنفيذ.
١٢ – الإعلان عن المناقصات التي تقع ضمن نطاق اختصاص مجلس المناقصات، وتلقي العطاءات من الموردين والمقاولين والمكاتب الاستشارية، وفتح العطاءات ودراستها، أو إحالتها للجهات المختصة للدراسة والتحليل.
١٣ – اتخاذ إجراءات التفاوض في المناقصات بالنسبة للحالات المقررة بموجب قانون المناقصات.
١٤ – القيام بالأعمال التنفيذية للجان الممارسة التي يشكلها مجلس المناقصات، وفقا لأحكام قانون المناقصات.
١٥ – تطوير الإجراءات المتعلقة بالمناقصات والمشتريات الحكومية، ومتطلبات المحتوى المحلي، وإدارة المشاريع في الجهات المعنية، وتقديم المشورة لها في هذا الخصوص.
١٦ – تنظيم ومتابعة أعمال المناقصات الداخلية للتأكد من كفاءة الإجراءات، وتطبيق أنظمة وإرشادات إدارة المناقصات والعقود والمشتريات، وتطبيق المحتوى المحلي.
١٧ – تصنيف وتسجيل الموردين والمقاولين والمكاتب الاستشارية، ووضع أسس ومعايير لتقييم أدائهم.
١٨ – مراجعة وتقييم الأوامر التغييرية وملاحق العقود، للتحقق من التزام الأطراف بمسؤولياتهم التعاقدية، بالتنسيق مع الجهات المختصة.
١٩ – إنشاء قاعدة بيانات متكاملة لكافة الأعمال المتعلقة باختصاصات الهيئة.
٢٠ – وضع برامج تدريبية لتأهيل الكوادر الوطنية العاملة في مجال المناقصات والمشتريات، وإدارة المشاريع والمحتوى المحلي، بما يضمن رفع مستوى أدائهم.
٢١ – وضع آليات ومعايير ومؤشرات لقياس المحتوى المحلي، ومدى دعم المؤسسات الصغيرة والمتوسطة ومساهمة المشتريات والمشاريع الحكومية في تحقيق الأهداف التنموية والمالية.
٢٢ – المساهمة في تطوير المواصفات والمقاييس الفنية للمشاريع الحكومية، بالتنسيق مع الجهات المختصة.
٢٣ – دعم ومتابعة التخطيط المالي للمشاريع ومواءمتها مع الخطط السنوية والخمسية، بالتنسيق مع الجهات المختصة.
٢٤ – المشاركة في تقييم خطط المشاريع السنوية وترتيبها حسب الأولوية، بالتنسيق مع الجهات المختصة.
٢٥ – مراجعة استراتيجيات تنفيذ المشاريع بما يحقق تكاملها مع بقية المشاريع الحكومية، ووضع الإجراءات اللازمة لضمان جودة تنفيذ كافة مراحل المشاريع الحكومية.
٢٦ – إدارة تنفيذ المشاريع الحكومية بالتنسيق مع الجهات المعنية.
٢٧ – إجراء الدراسات والبحوث في المجالات المرتبطة باختصاصات الهيئة.
٢٨ – اقتراح مشروعات القوانين والمراسيم السلطانية ذات الصلة باختصاصات الهيئة، وإصدار اللوائح والقرارات المتعلقة بها، وضمان متابعة تنفيذها.
٢٩ – إبرام الاتفاقيات ومذكرات التفاهم والعقود ذات الصلة باختصاصات الهيئة.
٣٠ – تعزيز وتطوير التعاون في الاختصاصات ذات الصلة بالهيئة مع غيرها من الجهات المعنية في الدول والمنظمات والمؤسسات الإقليمية والدولية المتخصصة.
٣١ – تمثيل سلطنة عمان في المؤتمرات والفعاليات والاجتماعات الإقليمية والدولية ذات الصلة باختصاصات الهيئة.

الرؤية المستقبلية
تسعى هيئة المشاريع والمناقصات والمحتوى المحلي إلى أن تكون مركز امتياز وطني في تنظيم وإدارة المشاريع الحكومية، وجهة مرجعية فنية وتشريعية في المشتريات والعقود، ومحركًا رئيسيًا في توطين القيمة الاقتصادية داخل السلطنة.

روابط مفيدة
https://www.gstb.gov.om/ar/Pages/default.aspx
https://qanoon.om/p/2025/rd2025057/
https://www.oman2040.om/
https://etendering.tenderboard.gov.om/product/publicDash